# Guerrer de la doble armadura
El Guerrer de la doble armadura és una escultura ibèrica de la primera meitat del segle v aC, realitzada en pedra calcarenisca blanca de gra fi, coneguda com a «pedra de Santiago de Calatrava». Procedeix del conjunt escultòric del jaciment de Cerrillo Blanco (Porcuna, Jaén, Espanya), excavat des de 1975 i que s'exhibeix actualment en el Museu de Jaén. El Guerrer solament conserva el cap, el tors i part del braç esquerre i de la cuixa dreta, i les seves dimensions són 32 x 105 x 17 cm.
L'escultura representa a un guerrer aristòcrata en combat, abillat amb armadura, casc —que posseïa peces metàl·liques integrades—, escut circular o caetra, que portaria a la mà esquerra, i espasa desenfundada a la dreta. El rostre està esculpit sobre un quadrat, tractat en grans plànols rectilinis; mostra trets d'un jove serè, de proporcions harmonioses, amb una boca fina de llavi inferior carnós, esbossant un lleu somriure, i ulls ametllats amb pupil·les i parpelles fortament marcades. Aquestes característiques permeten relacionar l'obra amb el final de l'escultura grega arcaica i el començament del període clàssic relacionat amb els artistes de Focea.
Es tracta de l'única escultura del conjunt de Cerrillo Blanco que conserva el cap. L'escultura va ser destruïda i els seus fragments enterrats poc després del 400 aC, data ante quem. Pel que sembla, el vandalisme va afectar en major mesura als rostres, per la qual cosa aquesta estàtua té un gran valor documental.

## Indumentària
Es pot conèixer a través de l'estudi d'aquesta peça la indumentària d'un guerrer iber aristòcrata del segle v aC. Probablement l'estàtua va incorporar altres adorns en forma de peces metàl·liques que s'han perdut, ja que queden les petjades rectangulars en relleu refós en els llocs on se situarien aquestes aplicacions.
El cap es troba protegida per un casc de textura llisa en la seva cara visible, assemblant cuir, que cobriria les orelles i arribaria fins al clatell, estant la part posterior destruïda. Al centre del mateix, una cinta disposada del front al clatell serviria de base a una cimera que representaria a un felí, del que només es conserva una part de les potes. En el temporal dret es distingeix un adorn en forma de banya tornada o espiral, en el centre de la qual s'aprecia una caixa rectangular i profunda amb vores sortints ben acabades, que podria allotjar ales o algun altre tipus d'adorn metàl·lic. S'aprecien així mateix orificis que servirien per a l'aplicació de banyes o altres ornaments postisses.
El tors està vestit amb túnica molt ajustada, amb escot en forma de «V» per davant i per darrere, i sobre aquesta es disposa el peto que s'aprecia parcialment sobre l'espatlla esquerra, i les corretges que ho subjecten, que passen sobre les espatlles i es creuen per l'esquena. Sobre el peto es disposen les grans fàleres (discos de bronze), que cobreixen gairebé completament el pit i l'esquena, amb altres dues menors sobre les espatlles, com assenyala l'espatlla esquerra. Les fàleres van unides amb corretges amples i fortament subjectes per unes altres que passen sota els braços; per sobre d'elles s'aprecia un ample tahalí d'on penja, subjecta amb anelles i cap a l'esquerra, una beina buida. En el braç esquerre, a partir del colze, apareix un braçalet en espiral amb quatre voltes per davant i cinc per darrere.
La túnica queda cenyida per un cinturó ample de tres reforços, la sivella dels quals queda oculta parcialment per la fàlera davantera i la beina, encara que s'aprecia un quadrat incís a l'altura d'una de les anelles que uneix la beina amb el tahalí. Cap al costat esquerre surt del cinturó el que podria ser un faixí. De la beina només s'aprecia amb claredat la boca amb vorells, mentre que la resta s'ha perdut, encara que sembla clar que serviria per allotjar una espasa de gran grandària, com una falcata.